# (500117) 2012 BO125
(500117) 2012 BO125 es un asteroide perteneciente al cinturón de asteroides, descubierto el 21 de enero de 2012 por el equipo del Spacewatch desde el Observatorio Nacional de Kitt Peak, Arizona, Estados Unidos.

## Designación y nombre
Designado provisionalmente como 2012 BO125.

## Características orbitales
2012 BO125 está situado a una distancia media del Sol de 2,331 ua, pudiendo alejarse hasta 2,552 ua y acercarse hasta 2,111 ua. Su excentricidad es 0,094 y la inclinación orbital 6,044 grados. Emplea 1300,72 días en completar una órbita alrededor del Sol.

## Características físicas
La magnitud absoluta de 2012 BO125 es 18,1.